# Рамон Беренгер
Рамон Беренгер (араг. Remón Berenguer; бл. 1283 — 1374) — 29-й великий магістр ордену госпітальєрів у 1365—1374 роках.

## Життєпис
Походив з арагонської шляхти, але власне його рід невідомий. Висловлюється думка, що обіймав посаду «стовпа» Арагону, проте це непевно. Перша згадка про нього припадає на початок 1350-х років, коли він керував островом Кос. 1359 року очолював орденський флот під час битви при Мегарі, коли християнська коаліція завдала поразки османському флоту. Ймовірно десь після цього призначається лейтенантом (заступником) великого магістра ордену.
1365 року обирається новим великим магістром. Того ж року долучився до хрестового походу Петра I, короля Кіпру, проти Мамлюцького султанату. В результаті було пограбовано Олександрію в Єгипті. У січні 1366 року захопив та сплюндрував портові міста Триполі і тартус в Сирії.
У 1367 році вирушив до Авіньйона, звідки супроводжував папу римського Урбана V під час поїздки до Риму. 1371 року новий папа римський Григорій XI призначає Рамон Беренгер своїм нунцієм на Кіпрі для стеження за справами цього королівства.
1373 року відправив представників для участі у зборах послів християнських держав на Сході. У 1373—1374 роках підтримував кіпрського короля Петру II у війні з Генуезькою республікою. Проте госпітальєри не змогли завадити генуезцям захопити міста Лімасол і Пафос. Помер у лютому 1374 року. Новим очільником ордену став Робер де Жуії.